# Harmen Thies

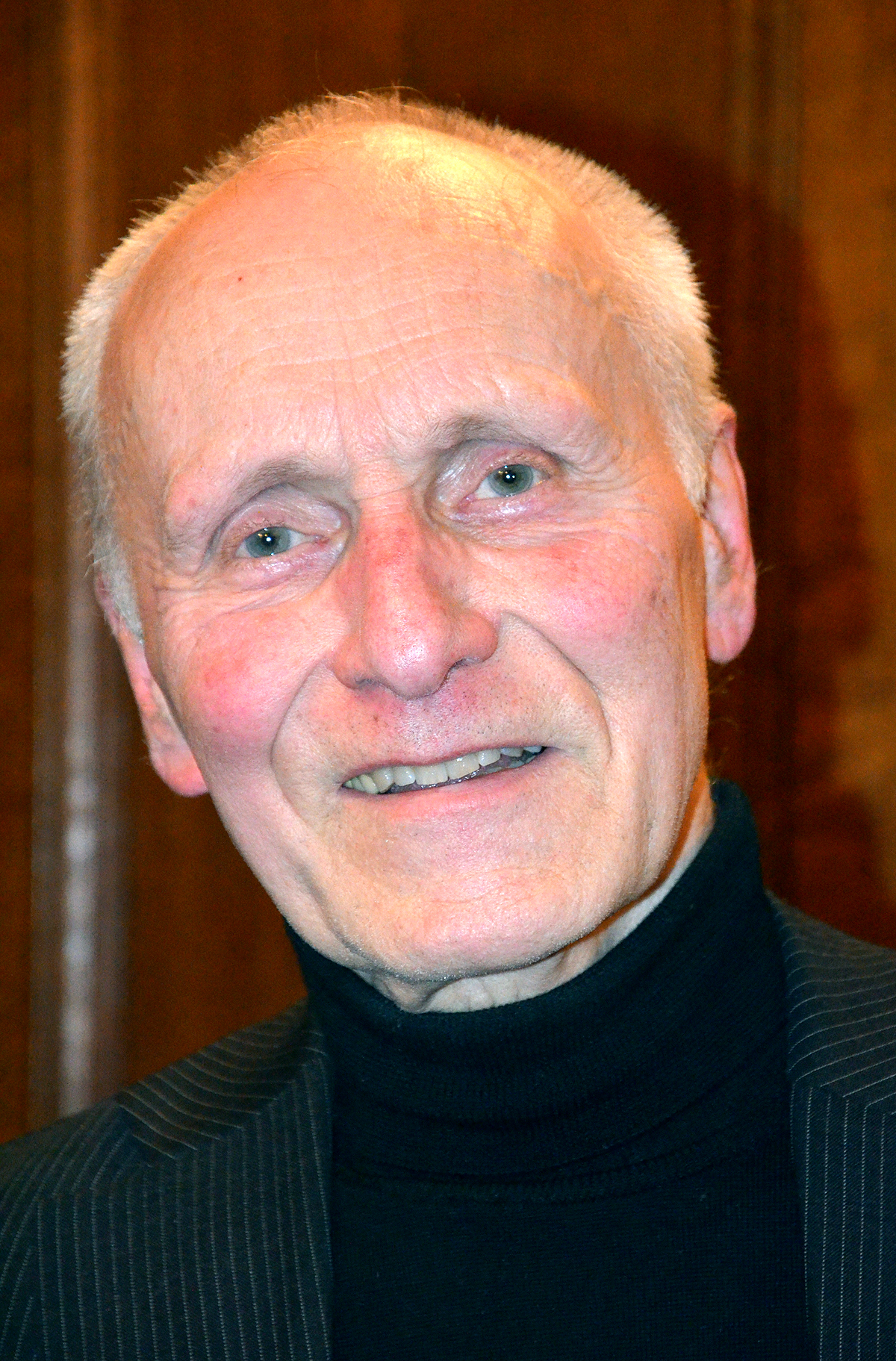
Harmen Thies Anfang 2014

Harmen Hinrik Thies (* 26. Dezember 1941 in Buxtehude) ist ein deutscher Architekturhistoriker, emeritierter Hochschullehrer, Autor und Herausgeber sowie Mitgründer und auch noch nach seiner Emeritierung wissenschaftlicher Leiter der Bet Tfila – Forschungsstelle für jüdische Architektur in Europa.

## Leben

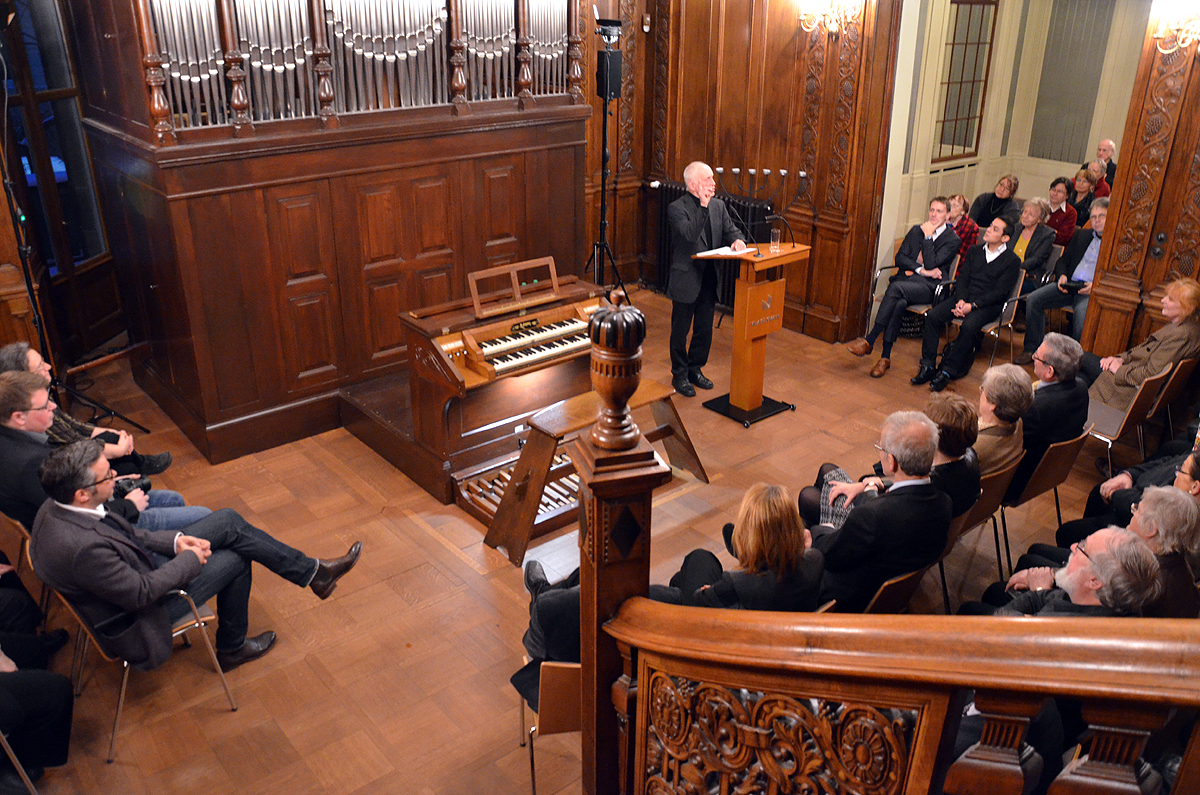
Thies 2014 vor Gästen in der Villa Seligmann zur Wanderausstellung Synagoge und Tempel – 200 Jahre jüdische Reformbewegung und ihre Architektur

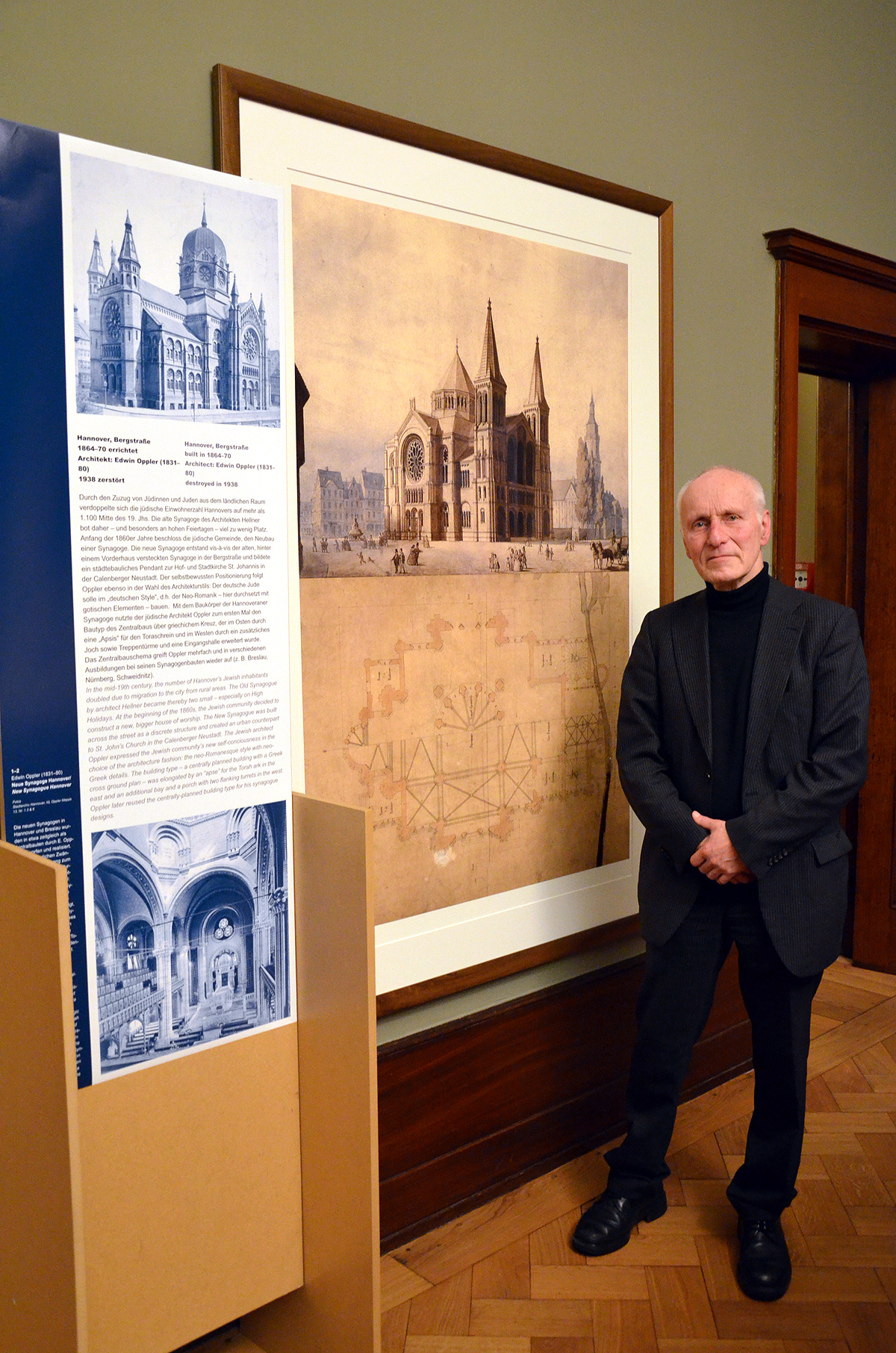
Vor Schautafeln mit Reproduktionen aus dem Stadtarchiv Hannover zu Edwin Opplers ehemaliger Neuer Synagoge in Hannover

Geboren in Buxtehude, studierte Harmen Thies Architektur und Kunstgeschichte an der Technischen Hochschule Braunschweig und wurde dort 1976 bei Martin Gosebruch mit einer Arbeit zum Thema Michelangelos Entwurf zur Architektur des Kapitolsplatzes promoviert.
1977 bis 1981 assistierte Thies am Kunsthistorischen Institut in Florenz. 1983 wurde er als Professor an das Institut für Baugeschichte der Technischen Universität Braunschweig berufen und lehrte dort bis 2007.
2003 war Harmen Thies Mitgründer der Bet Tfila – Forschungsstelle für jüdische Architektur in Europa (mit Sitz in Jerusalem und Braunschweig), für die er – gemeinsam mit Aliza Cohen-Mushlin – Autor und Herausgeber der Schriftenreihen Schriftenreihe der Bet Tfila – Forschungsstelle sowie der Reihe Kleine Schriften der Bet Tfila – Forschungsstelle ist.

## Schriften (Auswahl)
- Michelangelos Entwurf zur Architektur des Kapitolsplatzes. (= Dissertation, Technische Universität Braunschweig). Braunschweig 1976, OCLC 256825344.
- Grundrißfiguren Balthasar Neumanns. Zum maßstäblich-geometrischen Rißaufbau der Schönbornkapelle und der Hofkirche in Würzburg. Editrice Edam, Florenz 1980, OCLC 859574030.
- Michelangelo. Das Kapitol. (= Italienische Forschungen, Folge 3, Band 11.) Bruckmann, München 1982, ISBN 3-7654-1812-9.
- Zum Cantonale der Markusbibliothek des Jacopo Sansovino in Venedig, in: Architectura. Zeitschrift für Geschichte der Baukunst Bd. 12 (1982) S. 164–183 (Volltext).
- Zu einer Typologie neuzeitlicher Ordnungsfiguren und Wölbgestelle. in: Intuition und Darstellung, Erich Hubala zum 24. März 1985, München 1985, S. 77–86.
- Die Schönbornkapelle am Würzburger Dom. Zu Aufbau und Genese der gruppierten (Wölbgestell- )Rotunden Balthasar Neumanns. In: Jahrbuch 1987 der Braunschweigischen Wissenschaftlichen Gesellschaft, S. 81–88
- Zu den Wurzeln der Modernen Architektur. Teil I. In: Jahrbuch 1988 der Braunschweigischen Wissenschaftlichen Gesellschaft, S. 123–152; Teil II in: Jahrbuch 1989 der Braunschweigischen Wissenschaftlichen Gesellschaft, S. 129–163
- Goslar und die frühen niedersächsischen Gewölbe. in: Frank Steigerwald. (Hrsg.): Goslar: Bergstadt – Kaiserstadt in Geschichte und Kunst; Bericht über ein wissenschaftliches Symposion in Goslar vom 5. bis 8. Oktober 1989. Göttingen 1993. (Schriftenreihe der Kommission für Niedersächsische Bau – und Kunstgeschichte bei der Braunschweigischen Wissenschaftlichen Gesellschaft; 6),  S. 95–114.
- ,Einheiten des Entwerfens’ bei Christoph Dientzenhofer. in: Abhandlungen der Braunschweigischen Wissenschaftlichen Gesellschaft, Band XLI, 1989,  S. 183–210 (Digitalisat).
- Der Dom Heinrichs des Löwen in Braunschweig. Bau und Kunstwerke. Braunschweig 1994, ISBN 3-87884-042-X
- ,Die Braunschweiger Stiftskirche St.Blasius und ihre Nachwirkung in Norddeutschland. in: Jochen Luckhardt / Franz Niehoff (Hrsg.): Heinrich der Löwe und seine Zeit, Katalog der Ausstellung Braunschweig 1995, Bd. 2, München 1995, S. 257–271.
- Das Juleum novum. Paul Francke. (Festvortrag in der Aula des Juleums) (= Landkreis Helmstedt (Hrsg.): Beiträge zur Geschichte des Landkreises und der ehemaligen Universität Helmstedt. Heft 9). Helmstedt 1997, ISBN 3-937733-08-6.
- Sächsische Gliederungs- und Wölbsysteme. In: Harmen Thies (Hrsg.): Romanik in Nieder-Sachsen. Forschungsstand und Forschungsaufgaben. Symposion an der Technischen Universität Carolo-Wilhelmina. (= Quellen und Forschungen zur braunschweigischen Landesgeschichte. Band 33.) Braunschweigischer Geschichtsverein, Wolfenbüttel 1997, ISBN 3-928009-15-X, S. 69–91.
- Die Bemessung der Rotonda von Palladio. In: Vorträge der Braunschweigischen Wissenschaftlichen Gesellschaft 2011.
- Vom Werk zur Idee. Notizen zum Erstellen und Verstehen einer (jeden) Architektur,  in: Ekkehard Drach (Hrsg.): Das Verschwinden des Architekten. Zur architektonischen Praxis im digitalen Zeitalter. Bielefeld 2016, S. 75–100.
- Die Zisterzienser-Klosterkirche Riddagshausen. Zu Einzelheiten ihres Aufbaus, in: Jahrbuch 2017 der Braunschweigischen Wissenschaftlichen Gesellschaft. J.C. Cramer Verlag Braunschweig 2018, S. 115 – 137; (Volltext)

In der Reihe Kleine Schriften der Bet Tfila – Forschungsstelle für jüdische Architektur in Europa, herausgegeben von Aliza Cohen-Mushlin und Harmen H. Thies im Michael Imhof Verlag, Petersberg:
- Band 4: Synagoge und Tempel. 200 Jahre jüdische Reformbewegung und ihre Architektur. 2012, ISBN 978-3-86568-834-7.